# Филипповка (Татарстан)
Филипповка — посёлок в Ошторма-Юмьинском сельском поселении Кукморского района Татарстана.

## География
Расстояние до Кукмора составляет около 20 километров. Ближайшие населённые пункты — посёлок Вильмон и деревня Красный Цветок.
В Филипповке одна улица — ул. Октябрьская.

## Население
Численность населения посёлка — 73 человека.